# Dommartin-aux-Bois
Dommartin-aux-Bois település Franciaországban, Vosges megyében. Lakosainak száma 399 fő (2022. január 1.). Dommartin-aux-Bois Uzemain, Charmois-l’Orgueilleux, Chaumousey, Girancourt, Gorhey és Harol községekkel határos.

## Népesség
A település népességének változása:
| Lakosok száma | 438  | 411  | 402  | 394  | 390  | 382  | 389  | 394  | 399  |
|               | 2013 | 2015 | 2016 | 2017 | 2018 | 2019 | 2020 | 2021 | 2022 |